# Джексон, Дэнни
Дэнни Линн Джексон (англ. Danny Lynn Jackson, род. 5 января 1962 года) — американский профессиональный бейсболист, выступавший в Главной лиги бейсбола на позиции питчера. Джексон 15 лет отыграл в МЛБ, выступая за команды «Канзас-Сити Роялс», «Цинциннати Редс», «Чикаго Кабс», «Питтсбург Пайрэтс», «Филадельфия Филлис», «Сент-Луис Кардиналс» и «Сан-Диего Падрес».
Джексон был одним из ключевых игроков в чемпионском составе «Роялс» 1985 года. В чемпионской серии Американской лиги он отыграл шатаут и помог команде сохранить шансы на выход в Мировую серию. Спустя две недели, уже в Мировой серии, когда «Роялс» проигрывали в серии со счётом 3-1, Джексон вновь одержал победу и позволил клубу продолжить борьбу за чемпионский титул. Его показатель ERA в играх плей-офф составил 1,04, что является лучшим показателем в истории «Роялс» (среди игроков, отыгравших хотя бы 10 иннингов). Однако проведя плохо следующие два сезона, он вместе с Тедом Пауэром был обменян в Цинциннати на Курта Стиллуэлла и Ангела Салазара.
Джексон дважды участвовал в матчах всех звёзд МЛБ (1988 и 1984), а в 1988 году, одержав 23 победы в сезоне, стал лидером НЛ по этому показателю. Однако его лучший сезон 1988 года остался в тени ещё лучшего выступления питчера «Лос-Анджелес Доджерс» Орела Хершайзера.
За свою карьеру Джексон три раза участвовал в Мировых сериях за три разных команды: в 1985 году за «Канзас-Сити Роялс», в 1990 году за «Цинциннати Редс» и в 1993 году за «Филадельфию Филлис».